# Leucauge fasciiventris
Leucauge fasciiventris là một loài nhện trong họ Tetragnathidae.
Loài này thuộc chi Leucauge. Leucauge fasciiventris được miêu tả năm 1911 bởi Kulczynski.